# Giusto Bellavitis
Giusto Bellavitis (Bassano del Grappa, 22 de novembro de 1803 — Tezze sul Brenta, 6 de novembro de 1880) foi um matemático italiano, autodidata, cujo trabalho foi pioneiro na expressão de vetores.

## Obra

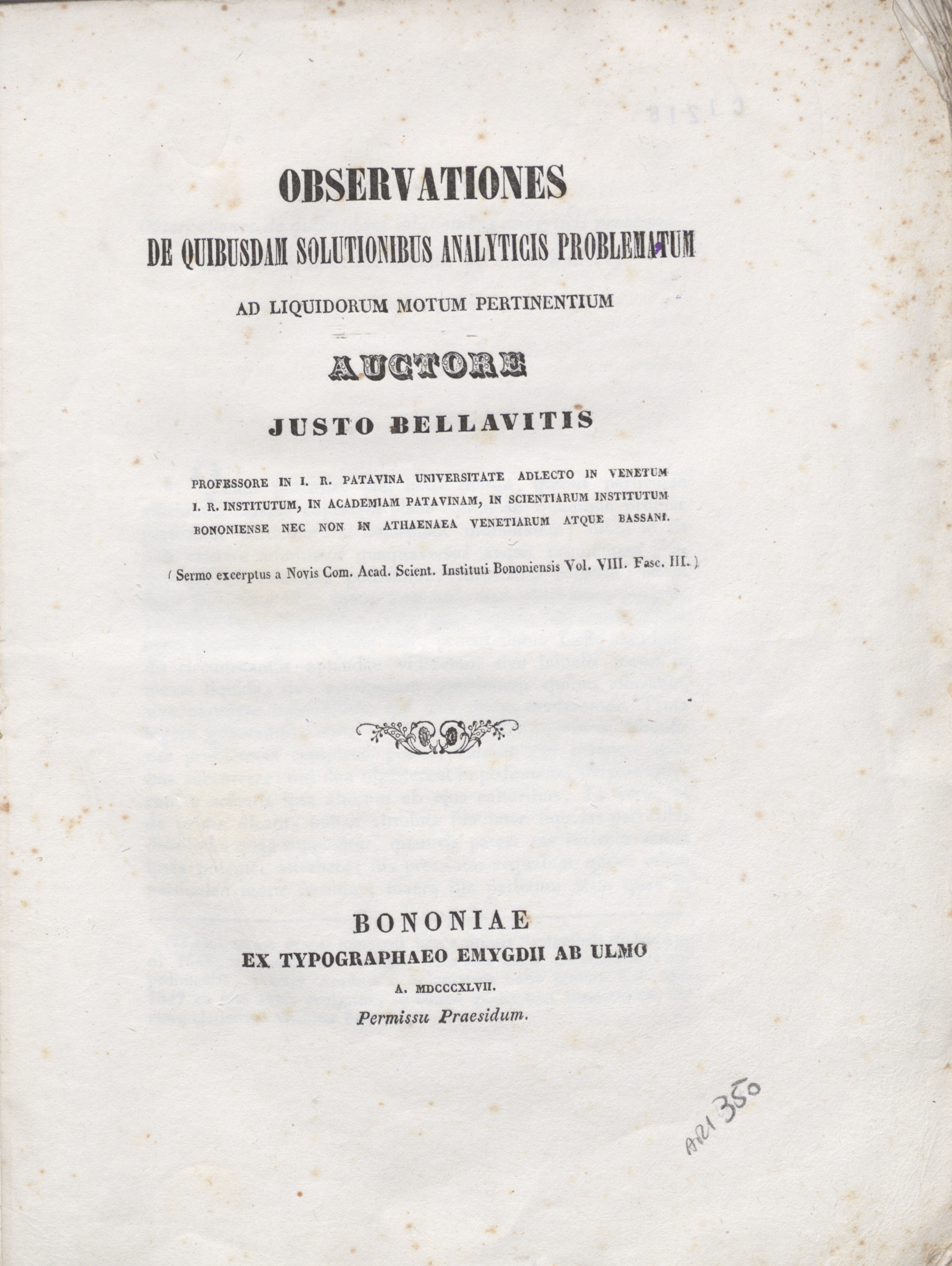
Observationes de quibusdam solutionibus analyticis (1847)

Em 1832 Bellavitis publicou uma obra sobre geometria na qual aparecem claramente conceitos relacionados à ideia de vetor. Os objetos básicos de seu trabalho são segmentos de reta. Dados dois pontos {\displaystyle A\,} e {\displaystyle B\,} de um plano ele identifica os segmentos {\displaystyle {\overline {AB}}} e {\displaystyle {\overline {BA}},} como elementos diferentes. Essa convenção deve-se ao fato de que o segmento de reta delimitado pelos pontos {\displaystyle A\,} e {\displaystyle B\,} pode ser percorrido de duas maneiras, ou seja, nos dois sentidos.
Bellavitis classificou esses segmentos orientados por uma relação que chamou de equipolência, que originou a noção de vetor. Ele refinou os cálculo baricêntrico de Möbius e a sua teoria teve grande influência no desenvolvimento posterior da geometria.